# Raxaul
Raxaul (Hindi रक्सौल Raksaul) ist eine Kleinstadt im Distrikt Purba Champaran im indischen Bundesstaates Bihar. Sie liegt an der indisch-nepalischen Grenzen neben Biganj und ist ein Übergang von Straßen und Eisenbahn nach Nepal. In Raxaul ist ein großer Bahnhof im Nordosten Indiens.

## Demographie
Nach dem indischen Zensus von 2001 besitzt Raxaul Bazar eine Bevölkerung von 41.347, (46 % Frauen, 54 % Männer). Die Alphabetisierungsrate beträgt 58 %, dies liegt unter dem nationalen Durchschnitt von 59,5 %. 18 % der Einwohner von Raxaul Bazar sind unter sechs Jahre alt.

## Eisenbahn
Raxaul ist Teil der Linien Barauni–Gorakhpur, Raxaul und Jainagar. Es ist über direkte Verbindungen an Delhi, Mumbai, Kalkutta, Bengaluru, Indore, Bhopal, Jabalpur, Patna, Lucknow und einige andere Städte verbunden. Aus Delhi fährt der Satyagraha Express, Saptkranti Superfast und der Sadbhavana Express Raxaul an.

## Straßen
Raxaul ist an anderen Städte mit dem National Highway 28A angebunden. Es existiert ein Busterminal namens "Baba Bhim Rao Ambedkar Bus Terminal", welches den staatlichen Busservice zu den meisten Städten in Bihar bereitstellt.

## Luft
Es existiert ein ziviler Flughafen, welcher nur Inlandsflüge empfängt und sich 27 km außerhalb der Stadt befindet.

## Grenzübergang
Indien und Nepal verbindet eine offene Grenze. In Raxaul existiert ein Zoll für Güter und Personen anderer Nationalitäten.

## Gesundheit
Das "Duncan Hospital" ist das einzige Krankenhaus für drei Distrikte im nördlichen Bihar (6 Millionen) und das südliche Nepal (5 Millionen) und besitzt somit ein theoretisches Einzugsgebiet von ungefähr 11 Millionen Personen. Es wird Geburtshilfe, Gynäkologie, Innere Medizin, Operationen, Orthopädie, Kinderheilkunde, Zahnkunde und Radiologie angeboten. Es wurde 1930 von Dr. H. Cecil Duncan gegründet.